# هیروهید هاماشیما
هیروهید هاماشیما (انگلیسی: Hirohide Hamashima؛ زاده ۱ مارس ۱۹۵۲) یک شیمی‌دان اهل کشور ژاپن است.